# Man from Manhattan
Man from Manhattan è un singolo discografico di Eddie Howell del 1976.
È noto perché due membri dei Queen hanno collaborato alla sua realizzazione: Freddie Mercury ne è stato infatti il produttore, oltre ad aver suonato il piano e fatto i cori, mentre Brian May ha suonato la chitarra; inoltre il produttore dei Queen, Mike Stone, è stato il fonico. Il risultato è un pezzo il cui stile assomiglia molto a quello dei Queen.

## Tracce
- Lato A

1. Man from Manhattan – 3:21 (Eddie Howell)

- Lato B

1. Waiting in The Wings – 2:47 (Eddie Howell)

## Formazione
- Eddie Howell – voce

### Altri musicisti
- Freddie Mercury – piano, cori
- Brian May – chitarra
- Jerome Rimson – basso